# Cacomantis flabelliformis
Il cuculo dalla coda a ventaglio o cuculo codaventaglio (Cacomantis castaneiventris Latham, 1801), è un uccello della famiglia Cuculidae.

## Sistematica
Cacomantis flabelliformis ha 6 sottospecie:
- Cacomantis flabelliformis excitus
- Cacomantis flabelliformis flabelliformis
- Cacomantis flabelliformis pyrrophanus
- Cacomantis flabelliformis meeki
- Cacomantis flabelliformis schistaceigularis
- Cacomantis flabelliformis simus

## Distribuzione e habitat
Questo uccello vive in Oceania, più precisamente in Australia, Papua Nuova Guinea, Isole Figi, Nuova Caledonia, Isole Salomone e Vanuatu, e anche in Indonesia. È di passo in Nuova Zelanda.